# Marsdenia rara
Marsdenia rara är en oleanderväxtart som beskrevs av P.I. Forster. Marsdenia rara ingår i släktet Marsdenia och familjen oleanderväxter. Inga underarter finns listade i Catalogue of Life.